# Skarby Stanisława Augusta (seria monet)
Skarby Stanisława Augusta – seria monet kolekcjonerskich emitowanych przez Narodowy Bank Polski, zainaugurowana 12 marca 2013 r. dwoma monetami poświęconymi Bolesławowi I Chrobremu.
Seria NBP odwzorowuje słynną XVIII w. serię medalierską z wizerunkami królów Polski wykonaną na zlecenie Stanisława Augusta Poniatowskiego, powstałą w mennicy warszawskiej w latach 1791–1797/1798. Projektantami stanisławowskich medali byli Jan Filip Holzhaeusser i Jan Jakub Reichel, a wzorowano je na portretach namalowanych w latach 1768–1771 przez Marcella Bacciarellego, przeznaczonych do Pokoju Marmurowego w Zamku Królewskim w Warszawie. Na odwrotnej stronie każdego medalu Holzhaeussera i Reichela umieszczono łaciński tekst, za którego ostateczną redakcję odpowiadał zapewne sam Stanisław August Poniatowski.
Medalierski XVIII w. poczet królów polskich składał się z wizerunków 23 monarchów – o jednego więcej niż cykl obrazów Bacciarellego. W metalu upamiętniono dodatkowo Stanisława Leszczyńskiego, najprawdopodobniej na podstawie obrazu Jana Bogumiła Plerscha.
Obie XVIII w. serie, malarska i medalierska, zaczynały się od Bolesława Chrobrego, a kończyły wizerunkiem Augusta III Sasa. Seria monet Narodowego Banku Polskiego ma zostać rozszerzona do 24 władców – ostatnie dwie monety mają przedstawiać Stanisława Augusta Poniatowskiego.

## Charakterystyka serii
Każdemu włączonemu do serii władcy poświęcone są dwie monety – w srebrze (Ag999) o nominale 50 złotych oraz w złocie (Au999,9) o nominale 500 złotych, wybite na krążkach o identycznych masie – 62,2 grama oraz średnicy – 45 mm.
Monety NBP zachowują średnicę i wielkość reliefu oryginalnych medali. Rewersy przedstawiające władców są wiernymi replikami XVIII w. dzieł Holzhaeussera i Reichela, natomiast na awersach odwzorowano pomniejszoną odwrotną, napisową stronę każdego medalu, uzupełnioną w otoku nazwą państwa, godłem Rzeczypospolitej, nominałem oraz rokiem emisji.
Na rancie (boku, brzegu) każdej z monet umieszczono imiona monarchy w języku polskim oraz nazwę serii: „Skarby Stanisława Augusta”. 

## Lista monet serii
| Lp | Król Polski                 | Data emisji      | Projekt                                                     | Nominał     | Nakład (szt.) | Cena emisyjna | Zdjęcie     |
| -- | --------------------------- | ---------------- | ----------------------------------------------------------- | ----------- | ------------- | ------------- | ----------- |
| 1  | Bolesław Chrobry            | 12 marca 2013    | Robert Kotowicz                                             | 50 złotych  | do 5000       | 1100 zł       | AwersRewers |
| 1  | Bolesław Chrobry            | 12 marca 2013    | Robert Kotowicz                                             | 500 złotych | do 750        | 13 610 zł     | AwersRewers |
| 2  | Wacław II Czeski            | 22 maja 2013     | Urszula Walerzak                                            | 50 złotych  | do 5000       | 515 zł        | AwersRewers |
| 2  | Wacław II Czeski            | 22 maja 2013     | Urszula Walerzak                                            | 500 złotych | do 750        | 12 600 zł     | AwersRewers |
| 3  | Władysław Łokietek          | 13 września 2013 | Robert Kotowicz (awers) Anna Wątróbska-Wdowiarska (rewers)  | 50 złotych  | do 5000       | 705 zł        | AwersRewers |
| 3  | Władysław Łokietek          | 13 września 2013 | Robert Kotowicz (awers) Anna Wątróbska-Wdowiarska (rewers)  | 500 złotych | do 750        | 11 500 zł     | AwersRewers |
| 4  | Kazimierz Wielki            | 3 marca 2014     | Robert Kotowicz (awers) Anna Wątróbska-Wdowiarska (rewers)  | 50 złotych  | do 5000       | 600 zł        | AwersRewers |
| 4  | Kazimierz Wielki            | 3 marca 2014     | Robert Kotowicz (awers) Anna Wątróbska-Wdowiarska (rewers)  | 500 złotych | do 750        | 11 750 zł     | AwersRewers |
| 5  | Ludwik Węgierski            | 10 września 2014 | Urszula Walerzak (awers) Anna Wątróbska-Wdowiarska (rewers) | 50 złotych  | do 5000       | 730 zł        | AwersRewers |
| 5  | Ludwik Węgierski            | 10 września 2014 | Urszula Walerzak (awers) Anna Wątróbska-Wdowiarska (rewers) | 500 złotych | do 750        | 11 750 zł     | AwersRewers |
| 6  | Jadwiga Andegaweńska        | 4 grudnia 2014   | Robert Kotowicz (awers) Anna Wątróbska-Wdowiarska (rewers)  | 50 złotych  | do 5000       | 720 zł        | AwersRewers |
| 6  | Jadwiga Andegaweńska        | 4 grudnia 2014   | Robert Kotowicz (awers) Anna Wątróbska-Wdowiarska (rewers)  | 500 złotych | do 750        | 11 500 zł     | AwersRewers |
| 7  | Władysław Jagiełło          | 3 marca 2015     | Robert Kotowicz (awers) Anna Wątróbska-Wdowiarska (rewers)  | 50 złotych  | do 5000       | 720 zł        | AwersRewers |
| 7  | Władysław Jagiełło          | 3 marca 2015     | Robert Kotowicz (awers) Anna Wątróbska-Wdowiarska (rewers)  | 500 złotych | do 750        | 11 800 zł     | AwersRewers |
| 8  | Władysław Warneńczyk        | 15 września 2015 | Robert Kotowicz (awers) Anna Wątróbska-Wdowiarska (rewers)  | 50 złotych  | do 5250       | 720 zł        | AwersRewers |
| 8  | Władysław Warneńczyk        | 15 września 2015 | Robert Kotowicz (awers) Anna Wątróbska-Wdowiarska (rewers)  | 500 złotych | do 750        | 11 500 zł     | AwersRewers |
| 9  | Kazimierz Jagiellończyk     | 3 grudnia 2015   | Robert Kotowicz (awers) Anna Wątróbska-Wdowiarska (rewers)  | 50 złotych  | do 5250       | 720 zł        | AwersRewers |
| 9  | Kazimierz Jagiellończyk     | 3 grudnia 2015   | Robert Kotowicz (awers) Anna Wątróbska-Wdowiarska (rewers)  | 500 złotych | do 750        | 11 500 zł     | AwersRewers |
| 10 | Jan Olbracht                | 14 czerwca 2016  | Robert Kotowicz (awers) Anna Wątróbska-Wdowiarska (rewers)  | 50 złotych  | do 6000       | 720 zł        | AwersRewers |
| 10 | Jan Olbracht                | 14 czerwca 2016  | Robert Kotowicz (awers) Anna Wątróbska-Wdowiarska (rewers)  | 500 złotych | do 600        | 12 000 zł     | AwersRewers |
| 11 | Aleksander Jagiellończyk    | 7 grudnia 2016   | Robert Kotowicz (awers) Anna Wątróbska-Wdowiarska (rewers)  | 50 złotych  | do 6000       | 720 zł        | AwersRewers |
| 11 | Aleksander Jagiellończyk    | 7 grudnia 2016   | Robert Kotowicz (awers) Anna Wątróbska-Wdowiarska (rewers)  | 500 złotych | do 600        | 12 000 zł     | AwersRewers |
| 12 | Zygmunt I Stary             | 12 lipca 2017    | Robert Kotowicz (awers) Anna Wątróbska-Wdowiarska (rewers)  | 50 złotych  | do 6000       | 680 zł        | AwersRewers |
| 12 | Zygmunt I Stary             | 12 lipca 2017    | Robert Kotowicz (awers) Anna Wątróbska-Wdowiarska (rewers)  | 500 złotych | do 600        | 12 000 zł     | AwersRewers |
| 13 | Zygmunt August              | 7 grudnia 2017   | Robert Kotowicz (awers) Anna Wątróbska-Wdowiarska (rewers)  | 50 złotych  | do 6000       | 660 zł        | AwersRewers |
| 13 | Zygmunt August              | 7 grudnia 2017   | Robert Kotowicz (awers) Anna Wątróbska-Wdowiarska (rewers)  | 500 złotych | do 600        | 12 500 zł     | AwersRewers |
| 14 | Henryk Walezy               | 12 lipca 2018    | Robert Kotowicz (awers) Anna Wątróbska-Wdowiarska (rewers)  | 50 złotych  | do 5500       | 680 zł        | AwersRewers |
| 14 | Henryk Walezy               | 12 lipca 2018    | Robert Kotowicz (awers) Anna Wątróbska-Wdowiarska (rewers)  | 500 złotych | do 600        | 13 000 zł     | AwersRewers |
| 15 | Stefan Batory               | 17 stycznia 2019 | Robert Kotowicz (awers) Anna Wątróbska-Wdowiarska (rewers)  | 50 złotych  | do 5500       | 700 zł        | AwersRewers |
| 15 | Stefan Batory               | 17 stycznia 2019 | Robert Kotowicz (awers) Anna Wątróbska-Wdowiarska (rewers)  | 500 złotych | do 600        | 13 500 zł     | AwersRewers |
| 16 | Zygmunt III Waza            | 23 stycznia 2020 | Robert Kotowicz (awers) Anna Wątróbska-Wdowiarska (rewers)  | 50 złotych  | do 5000       | 720 zł        | AwersRewers |
| 16 | Zygmunt III Waza            | 23 stycznia 2020 | Robert Kotowicz (awers) Anna Wątróbska-Wdowiarska (rewers)  | 500 złotych | do 600        | 15 000 zł     | AwersRewers |
| 17 | Władysław IV                | 3 grudnia 2020   | Robert Kotowicz (awers) Anna Wątróbska-Wdowiarska (rewers)  | 50 złotych  | do 5000       | 750 zł        | AwersRewers |
| 17 | Władysław IV                | 3 grudnia 2020   | Robert Kotowicz (awers) Anna Wątróbska-Wdowiarska (rewers)  | 500 złotych | do 600        | 18 000 zł     | AwersRewers |
| 18 | Jan Kazimierz Waza          | 26 stycznia 2021 | Robert Kotowicz (awers) Anna Wątróbska-Wdowiarska (rewers)  | 50 złotych  | do 5000       | 750 zł        | AwersRewers |
| 18 | Jan Kazimierz Waza          | 26 stycznia 2021 | Robert Kotowicz (awers) Anna Wątróbska-Wdowiarska (rewers)  | 500 złotych | do 600        | 18 000 zł     | AwersRewers |
| 19 | Michał Korybut Wiśniowiecki | 2 grudnia 2021   | Robert Kotowicz (awers) Anna Wątróbska-Wdowiarska (rewers)  | 50 złotych  | do 5000       | 750 zł        | AwersRewers |
| 19 | Michał Korybut Wiśniowiecki | 2 grudnia 2021   | Robert Kotowicz (awers) Anna Wątróbska-Wdowiarska (rewers)  | 500 złotych | do 600        | 19 000 zł     | AwersRewers |
| 20 | Jan III Sobieski            | 9 lutego 2022    | Robert Kotowicz (awers) Anna Wątróbska-Wdowiarska (rewers)  | 50 złotych  | do 5000       | 850 zł        | AwersRewers |
| 20 | Jan III Sobieski            | 9 lutego 2022    | Robert Kotowicz (awers) Anna Wątróbska-Wdowiarska (rewers)  | 500 złotych | do 600        | 19 500 zł     | AwersRewers |
| 21 | August II Mocny             | 1 grudnia 2022   | Robert Kotowicz (awers) Anna Wątróbska-Wdowiarska (rewers)  | 50 złotych  | do 6000       | 850 zł        | AwersRewers |
| 21 | August II Mocny             | 1 grudnia 2022   | Robert Kotowicz (awers) Anna Wątróbska-Wdowiarska (rewers)  | 500 złotych | do 600        | 20 000 zł     | AwersRewers |
| 22 | Stanisław Leszczyński       | 26 stycznia 2023 | Robert Kotowicz (awers) Anna Wątróbska-Wdowiarska (rewers)  | 50 złotych  | do 6000       | 850 zł        | AwersRewers |
| 22 | Stanisław Leszczyński       | 26 stycznia 2023 | Robert Kotowicz (awers) Anna Wątróbska-Wdowiarska (rewers)  | 500 złotych | do 600        | 20 000 zł     | AwersRewers |